# Great Cressingham
Great Cressingham är en ort och civil parish i Storbritannien.   Den ligger i grevskapet Norfolk och riksdelen England, i den sydöstra delen av landet, 130 km norr om huvudstaden London. Great Cressingham ligger 37 meter över havet och antalet invånare är 279.
Terrängen runt Great Cressingham är platt. Runt Great Cressingham är det ganska tätbefolkat, med 96 invånare per kvadratkilometer. Närmaste större samhälle är Thetford, 18,4 km söder om Great Cressingham. Trakten runt Great Cressingham består till största delen av jordbruksmark.